# 가라사키역
가라사키역(일본어: 唐崎駅, からさきえき 가라사키에키[*])은 일본 시가현 오쓰시에 있는 서일본 여객철도 고세이 선의 철도역이다.
역명인 가라사키는 오미 팔경의 하나인 ‘가라사키의 밤비’로 알려져 있으며, 고전 작품 등을 비롯하여 1900년 발표된 철도 창가에도 등장했다. 단 철도 창가 발표 당시 고세이 선은 개통되지 않았었다.

## 개요 및 역 구조
1면 2선의 섬식 승강장이 있는 고가역이다. 개찰구는 지상에 1개소 설치되어 있다. 개찰구로부터 승강장까지는 계단, 엘리베이터가 각각 1개씩 설치되어 있다.
역의 업무는 JR 서일본 교통 서비스에 위탁하고 있으며, 미도리노마도구치는 설치되어 있지만 심야 시간대에는 무인이 된다. ICOCA 및 상호 이용 가능 카드를 사용할 수 있는 역이다.
승강장의 길이는 180m로, 유효장은 8량이며, 승강장에는 대합실이 설치되어 있다.

### 승강장
| 1 | ■ 고세이 선 (하행) | 가타타 · 오미이마즈 방면 |
| 2 | ■ 고세이 선 (상행) | 교토 · 오사카 방면       |

## 역세권 정보
- 오쓰 시청 가라사키 지소
- 오쓰 가라사키 우편국
- 가라사키 신사
- 오쓰 시립 가라사키 중학교
- 오쓰 시립 가라사키 초등학교
- 전국 시정촌 국제 문화 연수소

## 승차량 변동
| 회사      | 승차 인원 | 승차 인원 | 승차 인원 | 승차 인원 | 승차 인원 | 승차 인원 | 승차 인원 | 승차 인원 | 주 석 |
| 회사      | 1993년    | 1994년    | 1995년    | 1996년    | 1997년    | 1998년    | 1999년    | 2000년    | 주 석 |
| --------- | --------- | --------- | --------- | --------- | --------- | --------- | --------- | --------- | ----- |
| JR 서일본 | 3101      | 3219      | 3211      | 3232      | 3271      | 3313      | 3257      | 3285      | [ 1 ] |
| 회사      | 2001년    | 2002년    | 2003년    | 2004년    | 2005년    | 2006년    | 2007년    | 2008년    |       |
| JR 서일본 | 3189      | 3198      | 3140      | 3125      | 3168      | 3252      | 3323      | 3401      | [ 1 ] |

## 역사
- 1974년 7월 20일 - 일본국유철도 고세이 선 개업과 동시에 역 개업.
- 1987년 4월 1일 - 일본국유철도 분할 민영화로 인하여 서일본 여객철도로 인계.
- 2003년 11월 1일 - IC 카드 ICOCA 공용 개시.

## 인접역
| 서일본 여객철도 고세이 선 | 서일본 여객철도 고세이 선 | 서일본 여객철도 고세이 선        |
| ------------------------- | ------------------------- | -------------------------------- |
| 오쓰쿄 교토 방면          | ■ 고세이 선 보통          | 히에이잔사카모토 오미이마즈 방면 |